# That Other Woman
That Other Woman é um filme de comédia estadunidense dirigido por Ray McCarey e estrelado por Virginia Gilmore, James Ellison, Dan Duryea, Janis Carter, Alma Kruger e Lon McCallister. Foi lançado em 13 de novembro de 1942 pela 20th Century Fox.

## Elenco
- Virginia Gilmore como Emily Borden
- James Ellison como Henry Summers
- Dan Duryea como Ralph Cobb
- Janis Carter como Constance Powell
- Alma Kruger como Vovó Borden
- Lon McCallister como George Borden
- Minerva Urecal como Sra. MacReady
- Charles Arnt como Bailey
- Charles Halton como Smith
- Charles Trowbridge como Linkletter
- Frank Pershing como Lauderback
- George Melford como Zineschwich
- Paul Fix como Cara Durão
- Syd Saylor como Tramp
- Henry Roquemore como Clerk
- Leon Belasco como Walter